# Toshihiro Yahata
Toshihiro Yahata (矢畑 智裕 Yahata Toshihiro?), född 29 maj 1980 i Ibaraki prefektur, är en japansk före detta fotbollsspelare.
Yahata började sin karriär 1999 i Kashima Antlers. Efter Kashima Antlers spelade han för Vegalta Sendai, Mito HollyHock och Matsumoto Yamaga FC. Han avslutade karriären 2008.